# Alu-повтор

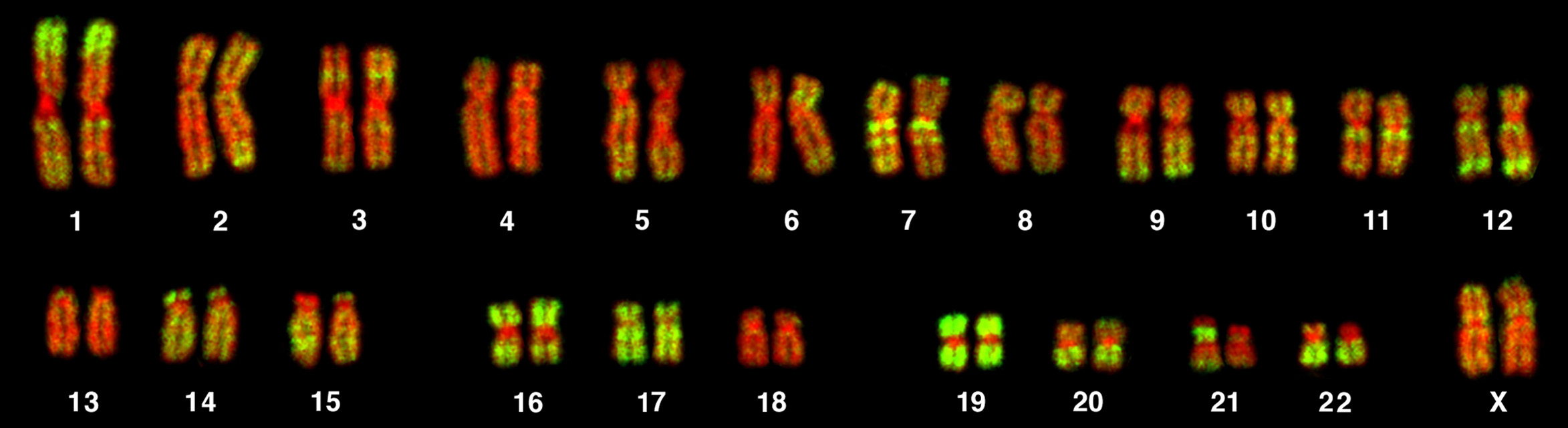
Флуоресцентная гибридизация in situ хромосом человека (контрастированы красным) с зондами к Alu-повторам (зелёный)

Alu-повтор, Alu-элемент — короткая последовательность ДНК, которая была открыта при обработке ДНК человека рестриктазой Alu. Alu-повтор принадлежит к классу коротких диспергированных повторов (SINEs). Alu-повторы различных типов в большом количестве представлены в геномах приматов. В человеческом геноме они являются одними из самых распространенных элементов. Alu-повтор произошёл от гена, кодирующего 7SL РНК, которая является компонентом сигнал распознающей частицы. Впервые Alu-повтор появился у предков приматов.
Инсерции Alu-повторов являются причиной нескольких наследственных заболеваний человека и некоторых форм рака. Изучение Alu-повторов также важно в контексте генетики популяций человека и вопросов эволюции приматов, в том числе и человека.

## Семейство Alu-повторов
В геноме человека содержится около 1 млн копий Alu-повтора, что составляет около 10,7 % от всего генома. Только 0,5 % от общего числа Alu-повторов полиморфны. В 1988 году Alu-повторы разделили на два больших подсемейства AluS и AluJ и несколько под-подсемейств. Позже под-подсемейство AluS, содержащее активные Alu-повторы получило название AluY. Изучение подсемейств Alu-повторов привело к выдвижению гипотезы о мастер-генах и установлению связи между транспозонами (активные элементы) и диспергированными повторами (мутировавшие копии активных элементов).

## Ретропозиция Alu-повторов
Ретропозиция Alu-повторов происходит через образование транскрипта РНК-полимеразой III, инсерцию транксрипта и обратную транскрипцию. Alu-повторы не кодируют белковых продуктов и их репликация зависит от LINE ретротранспозонов.
Изучение инсерций Alu-повторов позволяет прояснить некоторые аспекты эволюции приматов и человека. У человека большинство инсерций Alu-повторов находится в тех же местах, что и в геномах других приматов, но около 7000 инсерций уникальны для человека.

## Инсерции Alu-повторов и заболевания человека
Инсерции Alu-повторов иногда могут быть вредны и вызывать наследственные заболевания. Однако в большинстве случаев инсерции Alu-повтора являются только маркерами болезней, и присутствие определённого аллеля не означает, что её носитель обязательно будет иметь данную болезнь. Впервые о связи опосредованной Alu-повтором рекомбинации с наследственной предрасположенностью к раку было сообщено в 1995 году. 
С инсерциями Alu-повторов могут быть связаны следующие заболевания человека:
- рак молочной железы
- саркома Юинга
- семейная гиперхолестеринемия
- гемофилия
- нейрофиброматоз
- сахарный диабет II типа

Следующие заболевания могут связаны с однонуклеотидным полиморфизмом в Alu-повторах, влияющим на уровень транскрипции:
- болезнь Альцгеймера
- рак лёгких
- рак желудка